# Geh, zieh dein Dirndl aus
Geh, zieh dein Dirndl aus ist ein 1973 gedrehtes, deutsches Sexfilmlustspiel von Siggi Götz.

## Handlung
Im Mittelpunkt der Handlung stehen Bajuwaren, ein Zugezogener aus Berlin und ein Italiener. Die Männer verfolgen hauptsächlich halb- bis vollständig nackte Frauen und haben mit ihnen zu jeder Tages- und Nachtzeit sexuelle Begegnungen im Heu, auf der Wies’n und dem Heuboden. Gisela Horn aus Berlin, die wenig Erfahrung mit dem Landleben hat, kauft einen Bauernhof in Bayern. Während Frau Horn auf Sitte und Moral pocht, haben ihre Angestellten Toni und Zenzi nebenan im Kuhstall Geschlechtsverkehr.
In Italien plant der Conte Traverso, seine beiden Töchter auf eine Bildungsreise nach Deutschland zu schicken. Er beauftragt den vermeintlich homosexuellen Vittorio Parmesano als Aufpasser, der jedoch in Wirklichkeit ein Frauenheld ist. Sie landen unerwartet in Bayern.
Als Vittorio sein Hotelzimmer betritt, bemerkt er ein einheimisches Paar, das gerade das Zimmer verlässt. Während der Wirt das Bett überprüft und feststellt, dass es benutzt wurde, flirtet Parmesano mit der Angestellten Resi, die sich im Zimmer versteckt hat. Eine der Töchter des Grafen Traverso entdeckt ebenfalls einen Liebhaber von Resi im Bauernschrank. Die italienischen Gäste beteiligen sich bald an den Liebesspielen.
Giselas Bruder Heino, ein Forscher für Borkenkäfer, kommt mit seiner Partnerin Lore aus Berlin in Bayern an. Beim Dorffest findet jeder sein Gegenstück: Toni findet Zenzi, Hias findet die Berlinerin, die italienischen Töchter ebenso wie Parmesano.

## Produktionsnotizen
Produzent Karl Spiehs wagte sich hier erstmals an das Genre der Lederhosen-Sex-Komödie. Der Film war zwar nicht der erste seiner Art, brachte aber eine neue Welle ins Rollen. Geh, zieh dein Dirndl aus war zugleich die erste Kinofilmregie des bis dahin als Regieassistenten tätigen 29-jährigen Sigi Rothemund, der hier noch als „Siggi Götz“ firmierte. Gedreht wurde im Sommer 1973 im bayerischen Voralpenland. Die Uraufführung erfolgte am 19. Oktober 1973.
Erich Tomek hatte die Produktionsleitung. Robert Fabiankovich sorgte für die Ausstattung, Lilo Nöbauer schuf die Kostüme. Rolf Schmidt-Gentner war für den Ton zuständig.

## Kritik
„Das sexuelle Treiben einer norddeutschen Bäuerin, ihres Gesindes und ihrer Freunde in einem bayerischen Dorf. Hemmungsloser Pornoschwank, der sich in Bild und Dialog nur der ordinärsten Mittel bedient.“